# Liste der Kulturgüter in Thurnen
Die Liste der Kulturgüter in Thurnen enthält alle Objekte in der Gemeinde Thurnen im Kanton Bern, die gemäss der Haager Konvention zum Schutz von Kulturgut bei bewaffneten Konflikten, dem Bundesgesetz vom 20. Juni 2014 über den Schutz der Kulturgüter bei bewaffneten Konflikten sowie der Verordnung vom 29. Oktober 2014 über den Schutz der Kulturgüter bei bewaffneten Konflikten unter Schutz stehen.
Objekte der Kategorie A sind im Gemeindegebiet nicht ausgewiesen, Objekte der Kategorie B sind vollständig in der Liste enthalten, Objekte der Kategorie C fehlen zurzeit (Stand: 23. April 2024). Unter übrige Baudenkmäler sind geschützte Objekte zu finden, die im Bauinventar des Kantons Bern als «schützenswert» verzeichnet sind.

## Kulturgüter
| Foto |                                                              | Objekt                            | Kat. | Typ | Standort                                      | Beschreibung |
| ---- | ------------------------------------------------------------ | --------------------------------- | ---- | --- | --------------------------------------------- | --- |
| ja   | Datei hochladen · Wikidata zu Reformierte Kirche (Q14559679) | Reformierte Kirche KGS-Nr.: 00981 | B    | G   | Kirchenthurnen, Bernstrasse 3 604815 / 185915 | In den Jahren 1671 bis 1673 erbautes Kirchengebäude, die Nordwand und der Turm mit polygonalem Spitzhelm stammen von einem Vorgängerbau. Verputzter Rechtecksaal unter abgewalmtem Satteldach, im Schiff und im Chor sind barocke Rundbogenöffnungen mit ausgeprägten Kämpfer- und Keilsteinen zu finden. Die Ausstattung stammt aus dem 17. und 18. Jahrhundert. |

## Übrige Baudenkmäler
Hinweis: Anstelle der KGS-Nummer wird als Objekt-Identifikator (ID) die Grundstücksnummer verwendet.
| ID       | Foto |                                                      | Objekt                                     | Typ | Standort                                        | Beschreibung |
| -------- | ---- | ---------------------------------------------------- | ------------------------------------------ | --- | ----------------------------------------------- | ------------ |
| 3        | ja   | Datei hochladen · Wikidata zu Pfarrhaus (Q118351831) | Pfarrhaus (1739–1743)                      | G   | Kirchenthurnen, Bernstrasse 5 604832 / 185875   |              |
| 3        | BW   | Datei hochladen                                      | Löschgerätemagazin und Archiv (1925)       | G   | Mühlethurnen, Dorfstrasse 6 605275 / 184783     |              |
| 12       | BW   | Datei hochladen                                      | Kehrbrücke (um 1800)                       | G   | Mühlethurnen, Mülibach N.N. 604505 / 184614     |              |
| 29       | BW   | Datei hochladen                                      | Bauernhaus (1905)                          | G   | Lohnstorf, Hauptstrasse 6 605476 / 184014       |              |
| 86       | BW   | Datei hochladen                                      | Ehemaliges Bauernhaus (1676)               | G   | Lohnstorf, Dorf 15 605411 / 184075              |              |
| 86       | BW   | Datei hochladen                                      | Bauernhaus (1739)                          | G   | Mühlethurnen, Bühlstrasse 26 605394 / 185030    |              |
| 100      | BW   | Datei hochladen                                      | Stöckli (2. Viertel 19. Jh.)               | G   | Mühlethurnen, Dorfstrasse 12 605258 / 184871    |              |
| 107      | BW   | Datei hochladen                                      | Bauernhaus (1836)                          | G   | Mühlethurnen, Mühlebach 1 604816 / 184404       |              |
| 107      | BW   | Datei hochladen                                      | Ofenhaus-Stöckli (1. Hälfte 19. Jh.)       | G   | Mühlethurnen, Mühlebach 2 604840 / 184387       |              |
| 107      | BW   | Datei hochladen                                      | Speicher (1728)                            | G   | Mühlethurnen, Mühlebach 2a 604849 / 184390      |              |
| 111      | BW   | Datei hochladen                                      | Ehemalige Mühle (1855)                     | G   | Mühlethurnen, Dorfstrasse 7 605248 / 184691     |              |
| 150      | BW   | Datei hochladen                                      | Bauernhaus (1717)                          | G   | Kirchenthurnen, Bernstrasse 7 604833 / 185814   |              |
| 161      | BW   | Datei hochladen                                      | Speicher (2. Hälfte 18. Jh.)               | G   | Lohnstorf, Grossacker 9b 605422 / 183891        |              |
| 269      | BW   | Datei hochladen                                      | Bauernhaus (1884)                          | G   | Mühlethurnen, Dorfstrasse 5 605237 / 184668     |              |
| 497; 504 | BW   | Datei hochladen                                      | Wohnhaus (1984–1986)                       | G   | Mühlethurnen, Thurnenweg 10, 12 605884 / 184946 |              |
| 541      | BW   | Datei hochladen                                      | Ehemaliges Kleinbauernhaus (Mitte 18. Jh.) | G   | Mühlethurnen, Bühlstrasse 12 605366 / 184941    |              |
| 640      | BW   | Datei hochladen                                      | Bauernhaus (1925)                          | G   | Mühlethurnen, Dorfstrasse 10 605269 / 184848    |              |